# Kanaipur
Kanaipur is een census town in het district Hooghly van de Indiase staat West-Bengalen. 

## Demografie
Volgens de Indiase volkstelling van 2001 wonen er 6298 mensen in Kanaipur, waarvan 51% mannelijk en 49% vrouwelijk is. De plaats heeft een alfabetiseringsgraad van 81%. 